# Дискін Ілля Веніамінович
Ілля Веніамінович Дискін (1886, с. Азарівка — ????) — лікар. Репресований у 1948—1953 рр. за причетність до єврейських організацій.

## Репресії
Перший раз репресований 1938 року за участь у 1907-1908 і 1917-1922 роках у єврейській організації «Поалей-Ціон». На той час він працював лікарем у Київському психоневрологічному інституті. У вересні 1942 року звільнений із Солікамського табору як непридатний до фізичної роботи, з обов'язковим поселенням поблизу колишнього місця позбавлення волі.
Працював за фахом у статусі вільнонайманого в тамтешніх таборах. 23 листопада 1945 року звернувся до Президії Верховної Ради СРСР із клопотанням про зняття судимості. Його в липні 1946 року підтримало УМВС по Свердловській області, у «висновку» якого зазначалося, що він є «людиною добросовісною, на яку відсутній компромат». У секретаріаті Особливої наради при МДБ СРСР, куди надійшов пакет документів щодо зняття судимості, вирішили, що це неможливо, бо, попри те, що він був звільнений із табору достроково через хворобу й залишився працювати поблизу табору, його реальний строк покарання вичерпався лише в березні 1946 р. Натомість заяву щодо зняття судимості можна подавати лише після того, як мине три роки після цього, тобто у 1949 р.
Після появи Указу Президії Верховної Ради та спільної директиви МДБ і Прокуратури СРСР Дискін був зарахований до числа «особливо небезпечних державних злочинців». Був засуджений до заслання на поселення до Красноярського краю.
22 червня 1955 року був реабілітований.